# Davidstow
Davidstow – wieś w Anglii, w Kornwalii. Leży 89 km na północny wschód od miasta Penzance i 328 km na zachód od Londynu. W 2001 miejscowość liczyła 470 mieszkańców.